# Merv Wood
Mervyn Thomas Wood, detto Merv (30 aprile 1917 – Sydney, 19 agosto 2006), è stato un canottiere australiano.
Ha vinto tre medaglie olimpiche: una d'oro alle Olimpiadi 1948 di Londra nella gara di singolo maschile, una medaglia d'argento alle Olimpiadi di Helsinki 1952 anche questa volta nel singolo maschile ed una di bronzo a Melbourne 1956 nel due di coppia.
Inoltre ha vinto, in diverse specialità, quattro medaglie d'oro (due nel 1950 e due nel 1954) e una medaglia di argento (1958) ai Giochi del Commonwealth.